# Подкамень (Опольське воєводство)
Подкамень (пол. Podkamień, нім. Steinhübel) — село в Польщі, у гміні Ниса Ниського повіту Опольського воєводства.
Населення — 100 осіб (2011).

## Демографія
Демографічна структура станом на 31 березня 2011 року:
|          | Загалом | Допрацездатний вік | Працездатний вік | Постпрацездатний вік |
| -------- | ------- | ------------------ | ---------------- | -------------------- |
| Чоловіки | 50      | 9                  | 37               | 4                    |
| Жінки    | 50      | 13                 | 29               | 8                    |
| Разом    | 100     | 22                 | 66               | 12                   |